# Gino Colaussi
Luigi „Gino“ Colaussi  4. březen 1914, Gradisca d'Isonzo, Italské království – 24. prosinec 1991, Terst, Itálie) byl italský fotbalový útočník a později i trenér.
S italskou reprezentací vyhrál mistrovství světa roku 1938. K italském triumfu přispěl zásadním způsobem, když na turnaji vstřelil 4 branky, z toho dvě ve finále. Na tomto šampionátu byl federací FIFA rovněž zařazen do all-stars týmu. Celkem za národní tým odehrál 25 utkání, v nichž vstřelil 15 branek.
Po skončení fotbalové kariéry se dal na trénování. Jenže žádného velkého úspěchu nedosáhl.

## Hráčská statistika
| Sezóna                 | Klub                   | Liga                   | Liga   | Liga | Ligové poháry | Ligové poháry | Ligové poháry | Kontinentální poháry | Kontinentální poháry | Kontinentální poháry | Celkem | Celkem |
| Sezóna                 | Klub                   | Soutěž                 | Zápasy | Góly | Soutěž        | Zápasy        | Góly          | Soutěž               | Zápasy               | Góly                 | Zápasy | Góly   |
| ---------------------- | ---------------------- | ---------------------- | ------ | ---- | ------------- | ------------- | ------------- | -------------------- | -------------------- | -------------------- | ------ | ------ |
| 1930/31                | Triestina              | Serie A                | 27     | 2    | -             | 0             | 0             | -                    | 0                    | 0                    | 27     | 2      |
| 1931/32                | Triestina              | Serie A                | 20     | 2    | -             | 0             | 0             | -                    | 0                    | 0                    | 20     | 2      |
| 1932/33                | Triestina              | Serie A                | 29     | 6    | -             | 0             | 0             | -                    | 0                    | 0                    | 29     | 6      |
| 1933/34                | Triestina              | Serie A                | 25     | 4    | -             | 0             | 0             | -                    | 0                    | 0                    | 25     | 4      |
| 1934/35                | Triestina              | Serie A                | 30     | 4    | -             | 0             | 0             | -                    | 0                    | 0                    | 30     | 4      |
| 1935/36                | Triestina              | Serie A                | 26     | 8    | IP            | 2             | 1             | -                    | 0                    | 0                    | 28     | 9      |
| 1936/37                | Triestina              | Serie A                | 22     | 5    | IP            | 0             | 0             | -                    | 0                    | 0                    | 22     | 5      |
| 1937/38                | Triestina              | Serie A                | 15     | 4    | IP            | 1             | 0             | -                    | 0                    | 0                    | 16     | 4      |
| 1938/39                | Triestina              | Serie A                | 27     | 4    | IP            | 1             | 1             | -                    | 0                    | 0                    | 28     | 5      |
| 1939/40                | Triestina              | Serie A                | 27     | 3    | IP            | 1             | 0             | -                    | 0                    | 0                    | 24     | 3      |
| 1940/41                | Juventus               | Serie A                | 24     | 5    | IP            | 1             | 0             | -                    | 0                    | 0                    | 25     | 5      |
| 1941/42                | Juventus               | Serie A                | 16     | 2    | IP            | 2             | 0             | -                    | 0                    | 0                    | 18     | 2      |
| 1942/43                | Vicenza                | Serie A                | 26     | 10   | IP            | 1             | 0             | -                    | 0                    | 0                    | 27     | 10     |
| 1945/46                | Triestina              | 1. divize              | 3      | 0    | -             | 0             | 0             | -                    | 0                    | 0                    | 3      | 0      |
| 1946/47                | Padova                 | Serie B                | 29     | 6    | -             | 0             | 0             | -                    | 0                    | 0                    | 29     | 6      |
| 1947/48                | Padova                 | Serie B                | 16     | 7    | -             | 0             | 0             | -                    | 0                    | 0                    | 16     | 7      |
| 1949/50                | Ternana                | Serie C                | 14     | 2    | -             | 0             | 0             | -                    | 0                    | 0                    | 14     | 2      |
| Celkem v nejvyšší lize | Celkem v nejvyšší lize | Celkem v nejvyšší lize | 316    | 59   | -             | 9             | 2             | -                    | 0                    | 0                    | 325    | 61     |

## Hráčské úspěchy

### Klubové
- 1× vítěz italského poháru (1941/42)

### Reprezentační
- 1x na MS (1938 - zlato)
- 2x na MP (1933-1935 - zlato, 1936-1938)